# Meltewitz
Meltewitz ist ein Ortsteil der Gemeinde Lossatal im Landkreis Leipzig in Sachsen. Der Ort liegt westlich des Kernortes Dahlen an den Kreisstraßen K 8304 und K 8317. Am nordwestlichen Ortsrand fließt die Lossa, südwestlich erhebt sich der 161 Meter hohe Läusehübel und erstreckt sich das rund 39 ha große Naturschutzgebiet Dornreichenbacher Berg.

## Geschichte
Am 1. Januar 2012 wurde Meltewitz nach Lossatal eingemeindet. 

## Kulturdenkmale
In der Liste der Kulturdenkmale in Lossatal sind für Meltewitz 18 Kulturdenkmale aufgeführt, darin
- die Dorfkirche Meltewitz-Knatewitz mit Kirchhof und Einfriedungsmauer:
  - Die 1695–1699 erbaute, im Kern aber ältere (wohl spätgotische) Kirche ist eine barocke Saalkirche mit polygonalem Chorschluss und Westturm. Der verputzte Massivbau trägt ein Satteldach, er hat einfache Putzlisenen und Korbbogenfenster. Der Turm auf quadratischem Grundriss mit einem oktogonalen Aufbau trägt eine Haube.
  - Die Einfriedung (mit einem eingemauerten Steinkreuz) ist eine verputzte Bruchsteinmauer mit Steinplattenabdeckung.